# العلاقات السويدية الإسبانية
العلاقات السويدية الإسبانية هي العلاقات الثنائية التي تجمع بين السويد وإسبانيا.

## مقارنة بين البلدين
هذه مقارنة عامة ومرجعية للدولتين:
| وجه المقارنة                                              | السويد                                                                               | إسبانيا                                                                             |
| --------------------------------------------------------- | ------------------------------------------------------------------------------------ | ----------------------------------------------------------------------------------- |
| المساحة (كم2)                                             | 450.30 ألف                                                                           | 505.99 ألف                                                                          |
| عدد السكان (نسمة)                                         | 10.16 مليون                                                                          | 46.73 مليون                                                                         |
| الكثافة السكانية (ن./كم²)                                 | 22.56                                                                                | 92.35                                                                               |
| العاصمة                                                   | ستوكهولم                                                                             | مدريد                                                                               |
| اللغة الرسمية                                             | اللغة السويدية، لغات السامي، اللغة الفنلندية، منكيلي، اللغة الرومنية، اللغة اليديشية | اللغة الإسبانية، اللغة الغاليسية، لغة بشكنشية، اللغة الكتالونية، اللغة الأوكسيتانية |
| العملة                                                    | كرونة سويدية                                                                         | يورو، بيزيتا إسبانية                                                                |
| الناتج المحلي الإجمالي (بليون دولار)                      | 538.04 مليار                                                                         | 1.31 تريليون                                                                        |
| الناتج المحلي الإجمالي (تعادل القوة الشرائية) بليون دولار | 469.01 مليار                                                                         | 1.77 تريليون                                                                        |
| الناتج المحلي الإجمالي الاسمي للفرد دولار أمريكي          | 50.58 ألف                                                                            | 28.16 ألف                                                                           |
| الناتج المحلي الإجمالي للفرد دولار أمريكي                 | 45.30 ألف                                                                            | 38.00 ألف                                                                           |
| مؤشر التنمية البشرية                                      | 0.907                                                                                | 0.876                                                                               |
| رمز المكالمات الدولي                                      | +46                                                                                  | +34                                                                                 |
| رمز الإنترنت                                              | .se                                                                                  | .es                                                                                 |
| المنطقة الزمنية                                           | توقيت وسط أوروبا، ت ع م+01:00، ت ع م+02:00، أوروبا/ستوكهولم ‏                         | ت ع م+01:00، ت ع م+02:00                                                            |

## مدن متوأمة
في ما يلي قائمة باتفاقيات التوأمة بين مدن سويدية وإسبانية:
- ترتبط Bräcke Municipality [الإنجليزية]‏ مع كاسا دي لا سيلفا باتفاقية توأمة.
- ترتبط Mark Municipality [الإنجليزية]‏ مع Ontinyent [الإنجليزية]‏ باتفاقية توأمة.
- ترتبط Högsby Municipality [الإنجليزية]‏ مع بيرغا باتفاقية توأمة.
- ترتبط Örebro Municipality [الإنجليزية]‏ مع تاراسا باتفاقية توأمة منذ 1946.

## منظمات دولية مشتركة
يشترك البلدان في عضوية مجموعة من المنظمات الدولية، منها:
| علم المنظمة | اسم المنظمة                               | تاريخ انضمام السويد | تاريخ انضمام إسبانيا |
| ----------- | ----------------------------------------- | ------------------- | -------------------- |
|             | وكالة الفضاء الأوروبية                    | ?                   | ?                    |
|             | بنك التنمية الآسيوي                       | 1966                | 1986                 |
|             | الاتحاد الأوروبي                          | 1995                | 1986                 |
|             | وكالة ضمان الاستثمار متعدد الأطراف        | 12 أبريل 1988       | 29 أبريل 1988        |
|             | منظمة التعاون الاقتصادي والتنمية          | ?                   | ?                    |
|             | الأمم المتحدة                             | 19 نوفمبر 1946      | 14 ديسمبر 1955       |
|             | الوكالة الدولية للطاقة                    | ?                   | ?                    |
|             | الفريق المعني برصد الأرض                  | ?                   | ?                    |
|             | مركز تنسيق الحركة في أوروبا ‏              | ?                   | ?                    |
|             | منظمة حظر الأسلحة الكيميائية              | ?                   | ?                    |
|             | منظمة التجارة العالمية                    | 1995                | ?                    |
|             | منظمة الشرطة الجنائية الدولية             | ?                   | ?                    |
|             | البنك الإفريقي للتنمية                    | ?                   | ?                    |
|             | منظمة الأمن والتعاون في أوروبا            | 25 يونيو 1973       | 25 يونيو 1973        |
|             | مؤسسة التنمية الدولية                     | 24 سبتمبر 1960      | 18 أكتوبر 1960       |
|             | نظام تحكم تكنولوجيا القذائف               | 1991                | 1990                 |
|             | يونسكو                                    | 23 يناير 1950       | 30 يناير 1953        |
|             | مجلس أوروبا                               | ?                   | ?                    |
|             | الاتحاد البريدي العالمي                   | ?                   | ?                    |
|             | البنك الدولي للإنشاء والتعمير             | 31 أغسطس 1951       | 15 سبتمبر 1958       |
|             | اتفاقية السماوات المفتوحة                 | ?                   | ?                    |
|             | المنظمة الهيدروغرافية الدولية             | ?                   | ?                    |
|             | المرصد الأوروبي الجنوبي                   | 1962                | 2006                 |
|             | عصبة الأمم                                | ?                   | 10 يناير 1920        |
|             | مؤسسة التمويل الدولية                     | 20 يوليو 1956       | 24 مارس 1960         |
|             | المنظمة الأوروبية لسلامة الملاحة الجوية   | 1995                | 1997                 |
|             | الاتحاد الدولي للاتصالات                  | 1866                | 1866                 |
|             | المركز الدولي لتسوية المنازعات الاستشارية | 28 يناير 1967       | 17 سبتمبر 1994       |
|             | مجموعة أستراليا                           | 1991                | 1985                 |
|             | مجموعة الموردين النوويين                  | ?                   | ?                    |

## أعلام
هذه قائمة لبعض الشخصيات التي تربطها علاقات بالبلدين:
- ألفونسو دي بوربون، دوق أنجو وقادس (20 أبريل 1936[27] – 30 يناير 1989[27][28])
- أماندا زاهوي بي (لاعبة كرة سلة سويدية، 8 سبتمبر 1993 – )
- ماتياس كونتشا (لاعب كرة قدم سويدي، 31 مارس 1980[29] – )
- مارتن لوبيز (موسيقي سويدي، 20 مايو 1978 – )
- ماكسيمو كاخال (دبلوماسي إسباني، 17 فبراير 1935 – 3 أبريل 2014)
- محمد كنوت برنستروم (22 أكتوبر 1919 – 21 أكتوبر 2009)
- نومي رابيس (ممثلة سويدية، 28 ديسمبر 1979[30][31] – )
- وولمار بوستروم (لاعب كرة مضرب سويدي، 15 يونيو 1878 – 7 نوفمبر 1956)

## وصلات خارجية
- موقع وزارة الخارجية السويدية
- موقع وزارة الخارجية الإسبانية